# Perdicas d'Orèstia
Perdicas (en grec antic: Περδίκκας, llatí: Perdiccas) fill d'Orontes, va ser un macedoni nadiu d'Orèstia o Orestis, un dels més destacats generals d'Alexandre el Gran, i descendent de la casa reial d'Orèstia.
Pel seu naixement noble vivia a la cort de Filip II de Macedònia i va ser un dels que van venjar la mort del rei.
Després va servir Alexandre però no apareix esmentat individualment fins més endavant, quan se li va donar el comandament d'una de les divisions de la falange, amb la qual va acompanyar el rei a la campanya d'Il·líria i al setge de Tebes; en aquest darrer va caure ferit.
En l'expedició a Pèrsia va dirigir una divisió de la falange formada per orestes i lincestes, i va participar en les batalles del Grànic, Issos i Arbela. En aquest últim lloc va ser altre cop ferit de gravetat. És esmentat als setges d'Halicarnàs i de Tir. Després apareix durant les operacions a Pèrsia, Sogdiana i l'Índia. Traslladat a la cavalleria, va manar una de les eparquies o divisions de la guàrdia del rei, i també va rebre comandaments separats d'importància tant ell sol com juntament a altres generals; es va destacar a la batalla de l'Hidaspes contra el rei Porus i després contra els cataians i a l'atac a la ciutat dels malli.
Quan el rei va tornar a Susa va donar a Perdicas una corona d'or pels seus serveis i la mà de la filla d'Atròpat, el sàtrapa de Mèdia. Quan no estava de servei a la guerra exercia com a somatofílacs del rei, i va estar al seu costat als darrers temps abans de la mort.
Quan va morir Alexandre l'any 323 aC Perdicas va proposar que la corona s'havia de reservar pel fill d'Alexandre i Roxana (que estava embarassada) suposant que fos un mascle, i a proposta d'Arístonous la regència li va ser confiada a Perdicas, decisió complementada, a proposta de Pitó, pel nomenament com a corregent de Lleonat. Part de l'exèrcit va reconèixer aquest acord però la infanteria dirigida per Mèleagre no hi va estar d'acord i defensava la corona per Filip III Arrideu, el germanastre d'Alexandre; el trencament va fer que la cavalleria i els principals oficials es retiressin de la ciutat de Babilònia i acampessin a l'exterior. Perdicas primer va romandre a la ciutat, però un intent d'acabar amb la seva vida el va decidir a sortir; la cavalleria va assetjar Babilònia, però finalment es va arribar a un compromís pel qual Filip III Arrideu va ser reconegut rei però si el fill de Roxana era un mascle seria associat al tron; Perdicas seria el quiliarca (un títol honorari) i dirigiria l'exèrcit sota l'autoritat del rei. Melèagre seria el segon en el comandament.
Aquest acord estava destinat a ser efímer. Perdicas amb la seva nova posició va reforçar els seus partidaris, va eclipsar el rei, i quan va estar preparat va eliminar Melèagre i els seus principals partidaris. El naixement d'un fill de Roxana no va fer més que augmentar la seva autoritat al reduir la d'Arrideu. Els generals que podien ser un perill van ser enviats a satrapies llunyanes; el mercenaris grecs revoltats a l'Àsia Menor van ser derrotats per Pitó i finalment tots massacrats, fins i tot els que s'havien rendit, per orde expressa de Perdicas.
Perdicas s'havia assegurat el poder (322 aC) i va iniciar la conquesta de Capadòcia que Alexandre havia ignorat i es mantenia com un regne de fet independent sota Ariarates I. Ariarates va ser derrotat en dues batalles i fet presoner i executat; el govern de Capadòcia el va donar al seu amic Èumenes de Càrdia.
Després va anar a Psídia on va sotmetre les ciutats de Laranda i Isaura.
Perdicas volia deposar Ptolemeu de la important satrapia d'Egipte; però el regent d'Europa, Antípater, hostil a Perdicas, va establir una aliança amb Ptolemeu. Per evitar aquesta aliança Perdicas va demanar la mà de Nicea, la filla d'Antípater, que no va poder rebutjar. Nicea va anar a Àsia, però al mateix temps Perdicas va rebre ofertes d'Olímpia de l'Epir (la mare d'Alexandre) que li oferia la mà de la seva filla Cleòpatra a canvi del seu suport contra Antípater; com que Perdicas no es volia enemistar encara amb aquest obertament, es va casar amb Nicea però amb el propòsit de divorciar-se aviat i casar-se amb Cleòpatra; en aquest moment Perdicas probablement ja pensava en convertir-se en rei de Macedònia.
Els plans de Cinana, la germanastra d'Alexandre el Gran, que va decidir casar Filip III Arrideu amb la seva filla Eurídice, i es va presentar a Àsia, van alarmar Perdicas i Antípater, i el primer va enviar el seu germà Àlcetes amb ordre de matar la princesa. Àlcetes va matar Cinana poc després, tot i que les seves tropes s'hi oposaven. Aquesta mort va excitar gran oposició fins al punt que Perdicas va haver d'acceptar l'enllaç d'Eurídice amb Arrideu.
Poc després l'intent de jutjar Antígon el Borni per certs actes que havia fet a la seva satrapia, va fer esclatar la crisi; Antígon va fugir a Macedònia on va revelar a Antípater les ambicions de Perdicas, i Antípater i Cràter d'Orèstia es van unir en una lliga amb Ptolemeu I Sòter contra Perdicas, a qui van declarar la guerra.
Perdicas va decidir deixar Èumenes a l'Àsia Menor i ell mateix va dirigir l'atac a Egipte. A la primavera del 321 aC, al capdavant d'un gran exèrcit i acompanyat per Filip III Arrideu i Eurídice, i per Roxana i el seu fill, es va dirigir contra Egipte. Va arribar fins a Pelúsion però a partir d'allà va trobar els braços del Nil fortificats i vigilats per Ptolemeu que el va rebutjar en tots els intents que va fer de passar el riu mentre baixava cap al sud; en el darrer intent, a l'altura de Memfis, va perdre gran quantitat de soldats ofegats i les tropes van començar a queixar-se, fins que va esclatar el motí iniciat per la infanteria però seguit per la cavalleria; una banda d'oficials encapçalada per Seleuc i Antígenes va anar a la tenda de Perdicas i el van matar de diverses ferides.